# Strangalia benitoespinali
Strangalia benitoespinali är en skalbaggsart som beskrevs av Fortuné Chalumeau 1985. Strangalia benitoespinali ingår i släktet Strangalia och familjen långhorningar.
Artens utbredningsområde är Montserrat. Inga underarter finns listade i Catalogue of Life.